# Stéphane Abrial

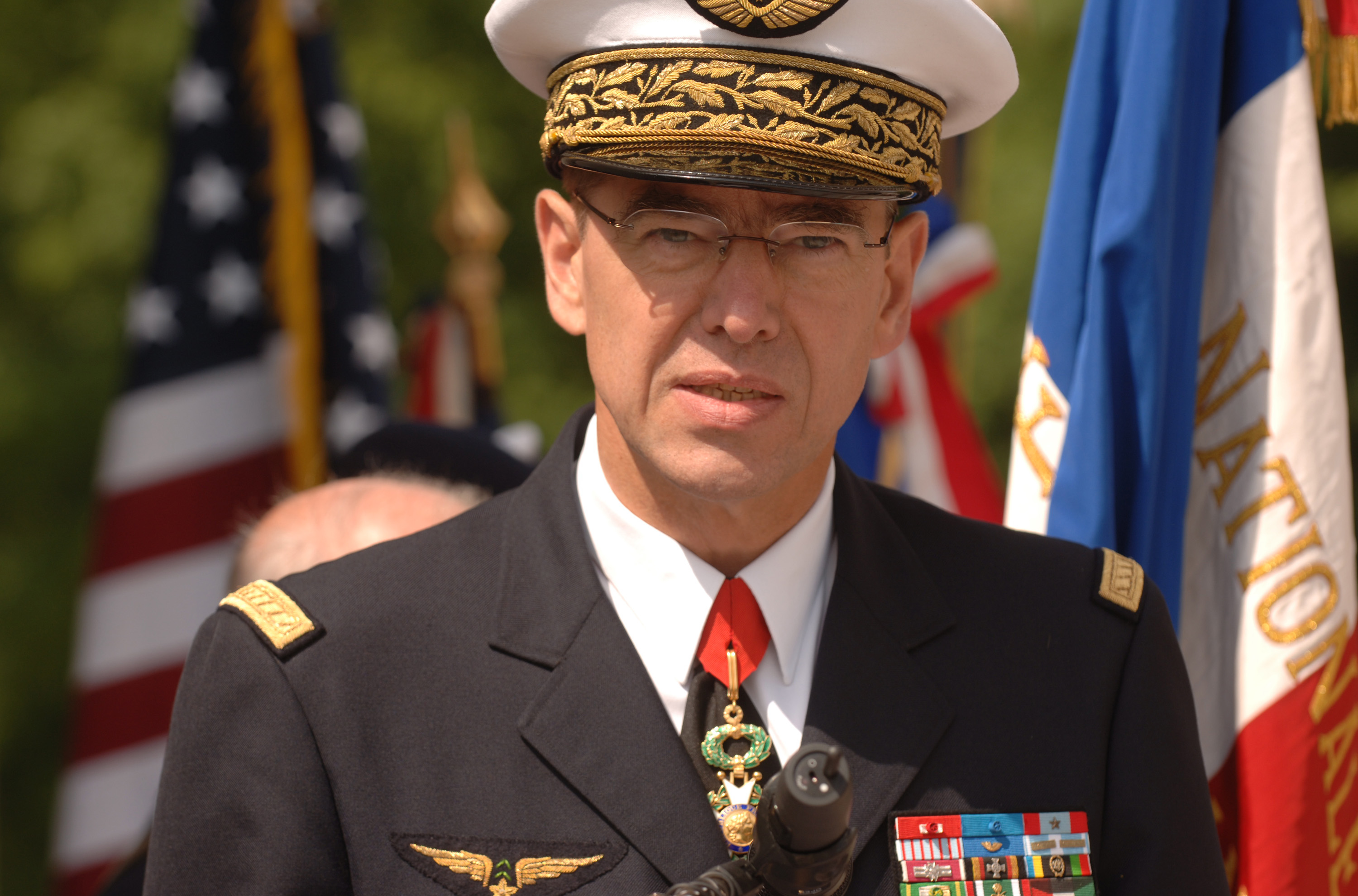
Stéphane Abrial

Stéphane Abrial (* 7. September 1954 in Condom-en-Armagnac, Département Gers) ist ein Général d’armée aérienne der französischen Luftstreitkräfte und war von September 2009 bis September 2012 der vierte Supreme Allied Commander Transformation der NATO. Er nahm am 12. Oktober 2012 seinen Abschied. Sein Nachfolger ist Jean-Paul Paloméros.

## Militärische Laufbahn
Abrial schloss 1973 zunächst die Akademie der Französischen Luftstreitkräfte ab und besuchte im Jahr darauf die US Air Force Academy in Colorado Springs, Colorado. Zwischen 1977 und 1991 diente er als Kampfpilot. Dabei diente er von 1981 bis 1984 in einem Verband der deutschen Luftwaffe und 1988 bei den Griechischen Luftstreitkräften.
1990 und 1991 nahm er im Rahmen der Operationen Desert Shield/Storm als Kommandeur der 5. französischen Kampfstaffel an der Befreiung von Kuwait teil. Zurück in Frankreich hatte er eine Stabsposition bei den Luftstreitkräften inne. 1991 absolvierte er das US Air War College in Montgomery, Alabama. Zudem hat er einen Abschluss des französischen Instituts für fortgeschrittene Studien der nationalen Verteidigung (IHEDN) in Paris.
Von 1996 bis 1999 diente er im NATO-Hauptquartier in Brüssel im Internationalen Militärstab. Zwischen 2006 und 2009 war er Generalstabschef der Französischen Luftstreitkräfte.
Mit seiner Berufung zum Supreme Allied Commander Transformation im September 2009 hatte zum ersten Mal in der Geschichte der NATO ein Nicht-Amerikaner einen Schlüsselposten innerhalb der Vereinigten Staaten und der NATO-Kommandostruktur.
Abrial ist mit einer Deutschen verheiratet und Vater zweier Kinder.

## Auszeichnungen (Auswahl)
- Grand Officer der Ehrenlegion
- Offizier der Ordre national du Mérite
- Kommandeur der Legion of Merit
- Großes Verdienstkreuz des Verdienstordens der Bundesrepublik Deutschland
- Médaille de l’Aéronautique
- Ehrenzeichen der Bundeswehr in Silber
- Deutsches Sportabzeichen
- Kommandeur des Verdienstordens der Republik Polen
- Orden für Verdienste zur See